# Euneomys
Euneomys és un gènere de rosegadors de la família dels cricètids. Les quatre espècies d'aquest grup són oriündes de Sud-amèrica. Tenen una llargada de cap a gropa de 9–16 cm i una cua relativament curta de 5–10 cm. E. chinchilloides, l'única espècie de la qual es coneix aquest valor, té un pes de 60–120 g. Poden grimpar als arbres i excavar a terra.

## Taxonomia
Aquest gènere va ser descrit originalment l'any 1874 pel cirurgià militar, historiador i ornitòleg nord-americà Elliott Coues.
Es sudivideix en quatre espècies:
- Euneomys chinchilloides (Waterhouse, 1839)
- Euneomys fossor Thomas, 1899
- Euneomys mordax Thomas, 1912
- Euneomys petersoni J. A. Allen, 1903